# دار الوادي (المخادر)

تعديل مصدري - تعديل

دار الوادي هي إحدى قرى عزلة بضعة بمديرية المخادر التابعة لمحافظة إب، بلغ تعداد سكانها 273 نسمة حسب تعداد اليمن لعام 2004.